# Эндотелиальная липаза
Эндотелиальная липаза (LIPG) — форма липазы, секретируемая эндотелиальными клетками сосудов в тканях с высокой скоростью метаболизма и васкуляризации, таких как печень, легкие, почки и щитовидная железа. Фермент LIPG является жизненно важным компонентом многих биологических процессов. Эти процессы включают метаболизм липопротеинов, экспрессию цитокинов и состав липидов в клетках. В отличие от липаз, которые гидролизуют триглицериды, эндотелиальная липаза в первую очередь гидролизует фосфолипиды. Благодаря специфичности гидролиза эндотелиальная липаза участвует во многих жизненно важных системах организма. В противоположность полезной роли, которую играет LIPG в организме, считается, что эндотелиальная липаза играет потенциальную роль в развитии рака и воспаления. Знания, полученные in vitro и in vivo, предполагают связь с этими условиями, но знаний о взаимодействии с людьми не хватает из-за недавнего открытия эндотелиальной липазы. Эндотелиальная липаза была впервые охарактеризована в 1999 году Две независимые исследовательские группы, которые примечательны этим открытием, клонировали ген эндотелиальной липазы и идентифицировали новую липазу, секретируемую из эндотелиальных клеток. Возможность борьбы с атеросклерозом за счет уменьшения закупорки бляшек и потенциальной способности повышать уровень липопротеинов высокой плотности (ЛПВП) получила признание эндотелиальной липазы.

## Открытие

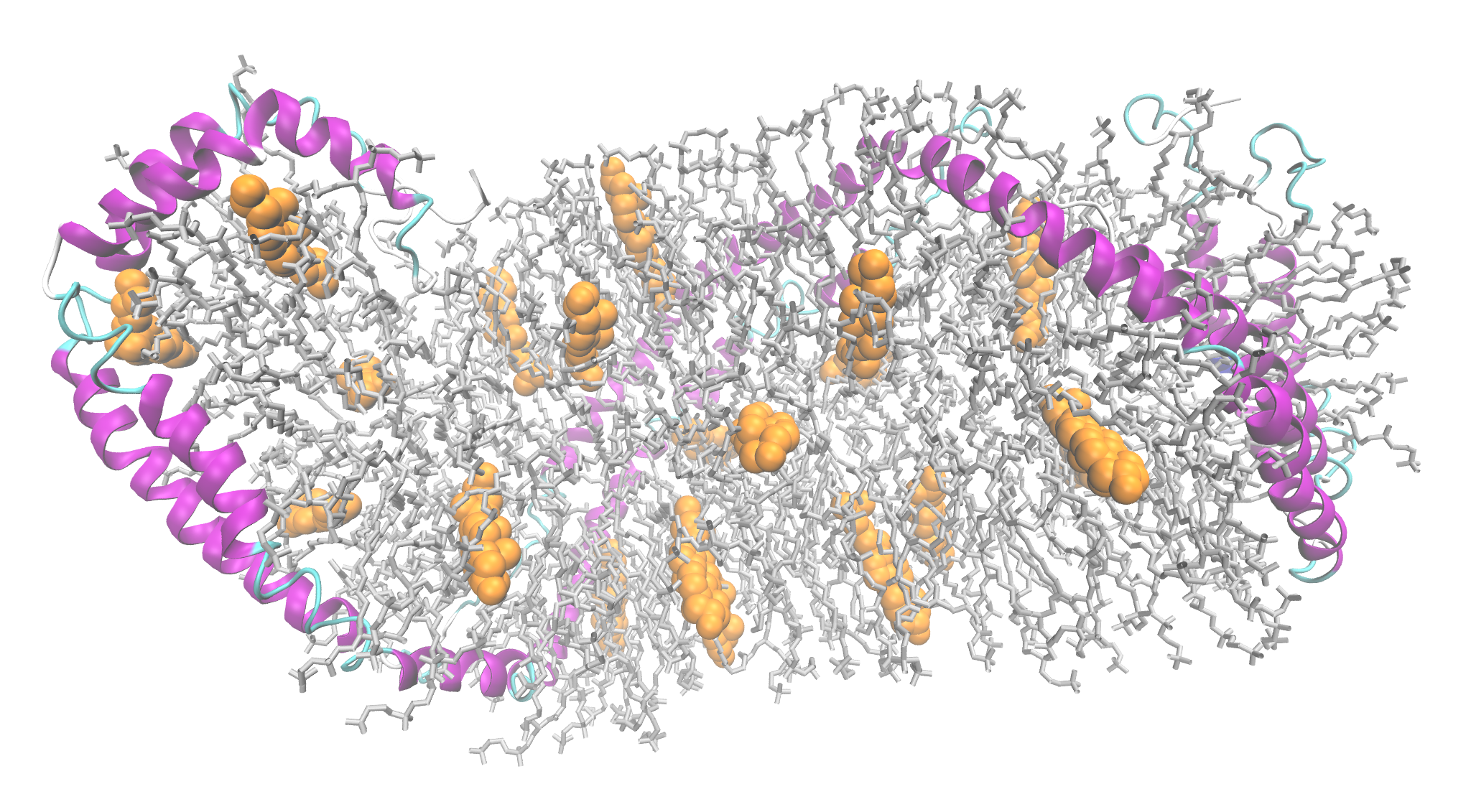
Взаимодействие фосфолипидов, холестерина (оранжевые сферы) и двух цепей аполипопротеина A-1 (розовая лента)

В 1999 г. идентификация эндотелиальной липазы была независимо обнаружена двумя исследовательскими группами.
Первая группа в Рон-Пуленк Рорер клонировала и охарактеризовала нового члена семейства триацилглиеролов (ТГ). Когда эта новая эндотелиальная липаза была чрезмерно экспрессирована у мышей, концентрации холестерина ЛПВП и аполипопротеина A-I в плазме снижались.
Вторая группа из Стэнфордского университета независимо клонировала ту же самую эндотелиальную липазу из эндотелиальных клеток пупочной вены человека, эндотелиальных клеток коронарных артерий человека и желточных мешков, подобных эндотелию грызунов. Для выделения генов использовали супрессивную субтрактивную гибридизацию. Затем гены сравнивали и выравнивали. Два фрагмента кДНК экспрессировали ген липазы и эндотелиальные свойства. Нозерн-блот-анализ задокументировал образцы. Предполагаемая связь с метаболизмом и сосудистыми заболеваниями была приписана тканевой селективной экспрессии в эндотелиальных клетках.

## Структура
Эндотелиальная липаза — это белок, относящийся к категории триглицеридных липаз. Этот белок кодируется геном LIPG. Эндотелиальная липаза секретируется эндотелиальными клетками сосудов и является единственной липазой на сегодняшний день. Первичная секреция — это белок 55 кДа, который секретируется белком 68 кДа после посттрансляционного гликозилирования. LIPG функционирует, поскольку он связывается с протеогликанами. LIPG также может дополнительно расщепляться. Дополнительное расщепление привело бы к неактивности N-конца белка 40 кДа, 40 кДа и С-конца 28 кДа. LIPG обладает способностью образовывать димер белка перед секрецией, что вызывает появление димеризации. Реакция присоединения того же соединения и молекул повышает устойчивость к расщеплению, и ограниченная активность сохраняется.

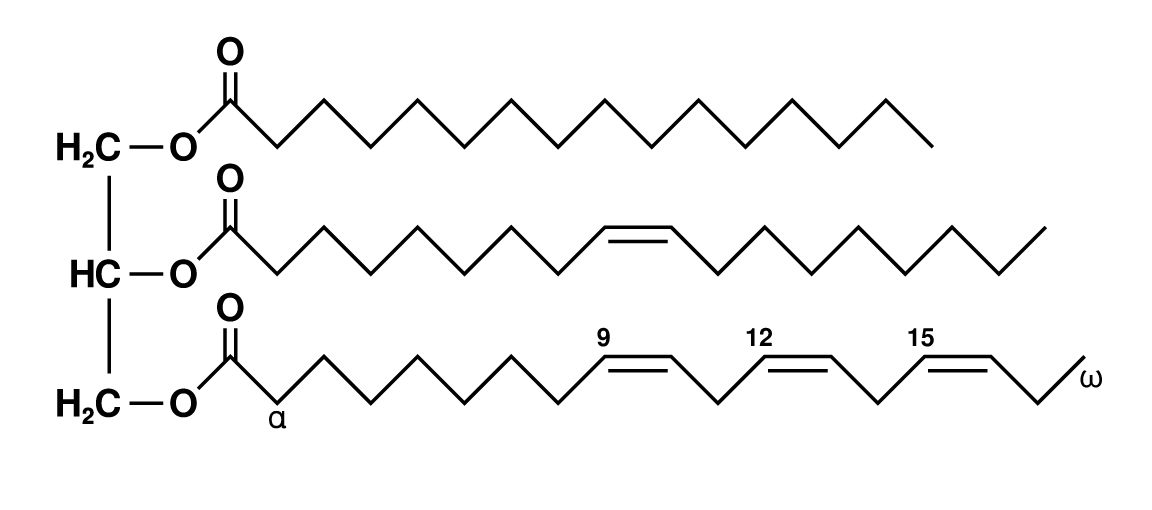
Структура триглицеридов

## Биологическая функция

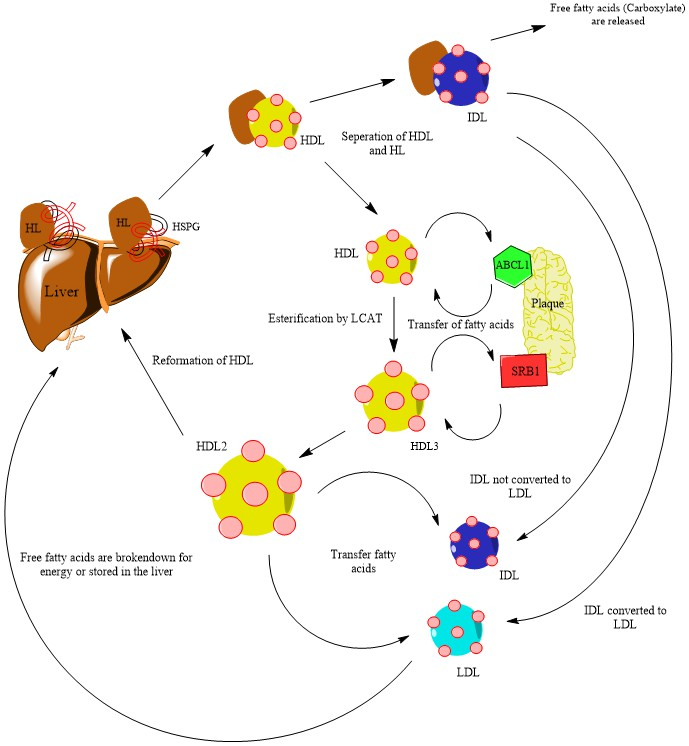
Липидный метаболизм

### Метаболизм
Участком ферментативной активности эндотелиальной липазы является поверхность эндотелиальных клеток. LIPG регулирует метаболизм липопротеинов посредством гидролиза фосфолипдов ЛПВП. Этот липопротеин высокой плотности является амфипатическим липидом, что означает, что липид состоит как из гидрофобного, так и из гидрофильного компонентов. Холестерин имеет четырёхкольцевую структуру и представляет собой углеводород на основе изопреноидов. Хотя холестерину не хватает головной фосфатной группы, гидроксильный компонент холестерина взаимодействует с водой, что делает холестерин амфипатическим. Холестерин ЛПВП приносит огромную пользу организму и жизненно важен для поддержания текучести естественных мембран. Холестерин ЛПВП необходимо поддерживать на определённом уровне, чтобы обеспечить нормальный рост и размножение клеток. Способность ЛПВП абсорбировать холестерин и транспортировать его в печень способствует удалению холестерина из организма. Напротив, холестерин липопротеинов низкой плотности (ЛПНП) работает противоположно. Холестерин ЛПНП не выводит холестерин из организма, а, скорее, служит основой для накопления холестерина. Необходимо поддерживать низкий уровень ЛПНП в организме, чтобы избежать накопления холестерина в артериях. Когда ЛПВП гидролизуются, скорость оборота ЛПВП увеличивается, а уровень холестерина в плазме снижается. Этот гидролиз позволяет ускорить или продолжить выведение холестерина из организма, чтобы избежать его накопления. После гидролиза ЛПВП происходит поглощение предшественников липидов свободных жирных кислот. Эти липиды затем используются в катаболизме других фосфолипидов. Таким образом, эндотелиальная липаза считается ключевым компонентом метаболизма за счет гидролиза липопротеинов высокой плотности.

### Биология сосудов
Эндотелиальная липаза связана с потенциальным лечением и улучшением течения атеросклероза. Атеросклероз — это сосудистое заболевание, которое вызывается накоплением артериальных бляшек. Холестерин, жир, кальций и другие компоненты способствуют образованию бляшек в крови. Бляшки вредны для сосудов, потому что они сужают и укрепляет артерии, вызывая недостаток насыщенного кислородом кровотока. Повышение уровня ЛПВП служит лечением атеросклероза. Гидролиз ЛПВП приводит к транспортировке холестерина в печень. Система фильтрации печени помогает вывести холестерин из организма. Следовательно, уровень холестерина в плазме снизится. Таким образом, синтез эндотелиальной липазы ЛПВП может предоставить адекватную возможность для повышения уровня ЛПВП. Данные показывают, что ингибирование эндотелиальной липазы должно повышать уровень ЛПВП в плазме, в первую очередь у пациентов с низким уровнем ЛПВП-С. Повышенный риск атеросклероза связан с низким уровнем ЛПВП. Хотя функциональную корреляцию можно провести, клинических данных, подтверждающих предполагаемые потенциальные преимущества в патофизиологии сосудов, мало.